# Angélique i el sultà
Angélique i el sultà (títol original en francès: Angélique et le sultan) és una pel·lícula franco-germano-italiano-tunisiana de Bernard Borderie, estrenada el 1968. Ha estat doblada al català.

## Argument[2]
Una vegada que Jeoffrey ha salvat el seu vaixell de les flames, persegueix Escrainville, que ha educat Angélique, pel Mediterrani. Però quan inspecciona el seu vaixell, Angélique no és a bord. A Alger Escrainville l'ha venut a Mezzo Morte, que pensa proposar-la per a l'harem del sultà de Mikenez. Per salvar Angélique, Jeoffrey és abandonat en una barca per la seva tripulació, i es fa agafar voluntàriament per un vaixell amb destinació a Alger, on és convertit en esclau. Aconsegueix escapar-se de la presó on és conduït, amb l'ajuda de còmplices.
I mentrestant Angélique és a l'harem del sultà. Es rebel·la contra les instruccions d'Osman Ferradji, eunuc encarregat de l'harem, i es nega a ser presentada al sultà com una nova concubina. Però un dia un cop, Mentre Colin Paturel, un presoner, es burla públicament del sultà que decideix matar-lo, Angélique llença un crit: el sultà que la veu és immediatament colpit de la seva bellesa i dona l'ordre de conduir-la al seu allotjament. Angélique el rebutja i intenta matar-lo. Per castigar-la la fa fuetejar; però Ferradji ha fet cobrir el fuet d'un narcòtic, per atenuar el dolor. No ha renunciat al seu projecte de fer d'Angélique l'esposa única del sultà. La favorita del sultà, gelosa d'Angélique i tement perdre el seu lloc privilegiat, intenta matar-la. Colin Paturel la convenç d'ajudar-los a fugir, la qual cosa la favorita accepta.
Angélique, Colin Paturel i un tercer presoner, el comte de Vateville, aconsegueixen així escapar-se.
Durant aquest temps, Jeoffrey intenta recomprar Angélique al sultà, proposant-li revelar-li el secret de la pedra filosofal. L'acord es fa, però de tornada al palau del sultà, descobreixen que Angélique s'ha fugit. Per això el sultà fa arrossegar Osman Ferradji pel seu cavall, fins que mor. Envia una patrulla a la recerca de la jove.
Al desert Colin Paturel, que no és noble extracció, confessa el seu amor a Angélique. Després que el comte de Vateville mori, Angélique fa prometre a Paturel matar-la si cau de nou en mans del sultà. Quan la tropa s'apropa, vol mantenir la seva promesa, però els soldats l'abaten d'un tret. Angélique es desmaia llavors… per despertar-se entre els braços de Jeoffrey, a bord del seu vaixell.

## Repartiment
- Michèle Mercier: Angélique
- Robert Hossein: Joffrey de Peyrac "Le Rescator"
- Jean-Claude Pascal: Osman Ferradji
- Helmuth Schneider: Colin Paturel
- Aly Ben Ayed: Sultan Moulay-El-Raschid
- Roger Pigaut: Pierre-Marie D'Escrainville
- Jacques Santi: comte de Vateville
- Bruno Dietrich: Coriano
- Henri Cogan: Simon Bolbec
- Erno Crisa: ambaixador turc
- Arturo Dominici: Mezzo Morte
- Wilma Lindamar: Leïla Aïcha
- Gaby Mess/Mesee: favorita del Sultan
- Ettore Manni: Jason
- Manja Golec: captiva
- Emilio Massina: guardià de l'ambaixador (No surt als crèdits)
- Antoine Baud: un mariner D'Escrainville
- Mohamed Kouka
- Claudio Previtera

## Al voltant de la pel·lícula
Nombroses escenes de la pel·lícula estan rodades a Tunísia, per exemple a la ciutat de Sidi Bou Saïd, entre altres al palau del baró Rodolf d'Erlanger, al voltant del ribat de Monastir, en l'Amfiteatre d'El Jem, amb una vista de Nefta, de la badia de La Marsa, etc.

## Filmografia d'Angélique
La sèrie dels Angélique es compon de cinc films dirigits per Bernard Borderie i van estar un énorme èxit comercial en la seva estrena.
- 1964: Angélique Marquése des Anges
- 1965: Merveilleuse Angélique
- 1966: Angélique et le Roy
- 1967: Indomptable Angélique
- 1968: Angélique i el sultà